# Teresa Eustochio Verzeri
Teresa Eustochio Verzeri (ur. 31 lipca 1801 w Bergamo, zm. 3 marca 1852 w Brescii) – włoska święta Kościoła katolickiego, założycielka Zgromadzenia Sióstr Najświętszego Serca Jezusowego (RSCI Societas Sacratissimi Cordis Iesu).

## Życiorys
Pochodziła z wielodzietnej rodziny. Naukę pobierała u wikariusza generalnego prowincji Bergamo Józefa Bengalio, a następnie wstąpiła do benedyktynek św. Graty w Bergamo. W zakonie przyjęła imię Eustochia. Wątpliwości sprawiły, że trzykrotnie opuszczała klasztor, by na koniec być posłuszna poleceniu ks. Bengalio podjąć się pracy w szkole dla ubogich dziewcząt w Gromo. 8 lutego 1831 roku wraz ze swym duchowym przewodnikiem założyła Zgromadzenie Sióstr Najświętszego Serca Jezusowego, którego została przełożoną. Była autorką konstytucji zgromadzenia i autorką jego ekspansji w północnych Włoszech i za granicą.
Jest autorką 3500 listów i pracy na temat powinności zakonnic.
Pochowana została w domu macierzystym zgromadzenia w Bergamo.

## Kult
Teresa Eustochio Verzeri została beatyfikowana w 1945 roku przez Piusa XII, a kanonizowana 10 czerwca 2001 przez papieża Jana Pawła II na placu Świętego Piotra na Watykanie.
Jej wspomnienie liturgiczne w Kościele katolickim obchodzone jest 3 marca.